# Paula Jiménez España
Paula Jiménez España (Ciudad de Buenos Aires, 23 de agosto de 1969) es una escritora, poeta, periodista, psicóloga y astróloga argentina, comprometida con las luchas del feminismo, el movimiento de derechos humanos en la Argentina y las comunidades LGBT+.

## Biografía
Paula Jiménez España nació en la Ciudad de Buenos Aires el 23 de agosto de 1969.
Cursó sus estudios secundarios en el Colegio Nuestra Señora de La Merced de Buenos Aires. Se recibió de licenciada en Psicología en la Universidad de Buenos Aires. Se recibió de astróloga en Casa XI.
En 2001 publicó su primer libro de poesía Ser feliz en Baltimore, al que le continuaron La casa en la avenida (2004), La mala vida (2007), Espacios Naturales (2009), Canciones de Amor (2015), Paisaje Alrededor (2015), Terrores Nocturnos (2017) y la antología personal El Corazón de los Otros (México, 2015).
En 2012 publicó un libro de cuentos Pollera Pantalón, del que se realizaron varias ediciones y en 2018 publicó La Doble, su primera novela.
También en 2018 se publicó una compilación de sus ensayos literarios bajo el título de La Cifra Mágica.
En 2021 publicó La suerte, un libro en el que confluyen la poesía y la astrología.

Si pensamos la afinidad entre las disidencias y el esoterismo, sí creo que de este lado, del lado de la magia y la poesía, quedamos quienes hemos cultivado una sensibilidad más fina gestada en la experiencia de la exclusión y de la vulnerabilidad. La resistencia nos lanzó a la maravilla.
Paula Jiménez España

En 2022 publicó El cielo de Tushita, con poemas sobre el acontecimiento de haber sido madre y la contemplación de la naturaleza, desde algunas nociones cercanas al budismo. En 2024, salió a la luz El latido que pulsa entre tus cosas, libro que profundiza estilísticamente el anterior y abordando en los primeros poemas el tópico del duelo y el paso del tiempo, termina encontrando en el budismo, nuevamente, una voz que descomprime la melancolía.
Desde esta noche cambiará mi vida es su última novela; la escritora Florencia Abbate la describió como autobiográfica. La línea de tiempo que abarca desde los 70 hasta la pandemia, recorre la construcción de su identidad como lesbiana a través del devenir social y político. Fue publicada también en 2024.

## Militancia
Jiménez de España participa habitualmente en actividades, marchas y organizaciones de lucha del feminismo, el movimiento de derechos humanos en la Argentina y las comunidades LGBT+.
En la década de 1990 frecuentó organizaciones lesbofeministas como Las Lunas y Las Otras, La Casa del Encuentro y La Fulana.

## Premios
- 2006: primer Premio de Poesía Tres de Febrero
- 2007: segundo premio de Relato corto LGBT Hegoak (País Vasco)
- 2008: primer Premio Fondo Nacional de las Artes
- 2015: reconocimiento del Premio Nacional (Ministerio de cultura de la Nación)

## Periodismo
Como periodista publica habitualmente notas en los suplementos Soy y Las 12  del diario Página/12, y en la sección web de Cultura del diario Clarín.

## Obra
- Ser feliz en Baltimore (poesía, 2001.
- La casa en la avenida (poesía, 2004.
- La mala vida (poesía), 2007.
- Espacios Naturales (poesía), 2009.
- Pollera Pantalón (cuentos), 2012.
- Canciones de Amor (poesía), 2015. * Paisaje Alrededor (poesía), 2015. * Terrores Nocturnos, (poesía), 2017.
- El Corazón de los Otros (antología),  2015.
- La Doble (novela), 2018.
- La Cifra Mágica (ensayos), 2018.
- La suerte (poesía y astrología),  2021.
- El cielo de Tushita (poesía), 2022.
- El latido que pulsa entre tus cosas (poesía), 2024
- Desde está noche cambiará mi vida (novela), 2024